# Nuevo Milenio Quince de Septiembre
Nuevo Milenio Quince de Septiembre är en ort i Mexiko.   Den ligger i kommunen Ángel Albino Corzo och delstaten Chiapas, i den sydöstra delen av landet, 800 km sydost om huvudstaden Mexico City. Nuevo Milenio Quince de Septiembre ligger 809 meter över havet och antalet invånare är 125.
Terrängen runt Nuevo Milenio Quince de Septiembre är bergig österut, men västerut är den kuperad. Nuevo Milenio Quince de Septiembre ligger nere i en dal. Runt Nuevo Milenio Quince de Septiembre är det ganska glesbefolkat, med 39 invånare per kvadratkilometer. Närmaste större samhälle är Plan de Ayutla, 2,2 km nordväst om Nuevo Milenio Quince de Septiembre. I omgivningarna runt Nuevo Milenio Quince de Septiembre växer huvudsakligen savannskog.